# Episodi de I viaggiatori delle tenebre (quinta stagione)
La quinta stagione della serie televisiva I viaggiatori delle tenebre è stata trasmessa in anteprima negli Stati Uniti d'America da USA Network tra il 22 maggio 1989 e il 16 dicembre 1989.
| nº | Titolo originale          | Titolo italiano | Prima TV USA      | Prima TV Italia |
| -- | ------------------------- | --------------- | ----------------- | --------------- |
| 1  | The Martyr                |                 | 22 maggio 1989    |                 |
| 2  | In Living Color           |                 | 29 aprile 1989    |                 |
| 3  | Dark Wishes               |                 | 1º luglio 1989    |                 |
| 4  | Garter Belt               |                 | 9 luglio 1989     |                 |
| 5  | Shadow Puppets            |                 | 8 luglio 1989     |                 |
| 6  | Renaissance               |                 | 14 luglio 1989    |                 |
| 7  | The Miracle of Alice Ames |                 | 15 luglio 1989    |                 |
| 8  | Code Liz                  |                 | 21 luglio 1989    |                 |
| 9  | Her Finest Hour           |                 | 22 luglio 1989    |                 |
| 10 | Together Forever          |                 | 28 luglio 1989    |                 |
| 11 | Phantom Zone              |                 | 4 agosto 1989     |                 |
| 12 | Spinning Wheel            |                 | 5 agosto 1989     |                 |
| 13 | Square Deal               |                 | 11 agosto 1989    |                 |
| 14 | Part of Me                |                 | 12 agosto 1989    |                 |
| 15 | Fashion Exchange          |                 | 18 agosto 1989    |                 |
| 16 | Hootch                    |                 | 16 settembre 1989 |                 |
| 17 | Coach                     |                 | 30 settembre 1989 |                 |
| 18 | The Verdict               |                 | 4 novembre 1989   |                 |
| 19 | Hit and Run               |                 | 10 novembre 1989  |                 |
| 20 | Studio 3X                 |                 | 11 novembre 1989  |                 |
| 21 | Striptease                |                 | 17 novembre 1989  |                 |
| 22 | The Cruelest Cut          |                 | 18 novembre 1989  |                 |
| 23 | The Dying Generation      |                 | 24 novembre 1989  |                 |
| 24 | My Enemy                  |                 | 25 novembre 1989  |                 |
| 25 | Power Play                |                 | 9 dicembre 1989   |                 |
| 26 | Pawns                     |                 | 16 dicembre 1989  |                 |